# Josef Harpe
Josef Harpe, nemški general, * 21. september 1887, Buer, † 14. marec 1968, Nürnberg.

## Napredovanja
- Fahnenjunker (1. marec 1910)
- Fähnrich (17. maj 1910)
- poročnik (20. marec 1911)
- nadporočnik (18. april 1915)
- stotnik (18. april 1918)
- major (1. april 1931)
- podpolkovnik (1. avgust 1934)
- polkovnik (1. januar 1937)
- generalmajor (30. avgust 1940)
- generalporočnik (15. januar 1942)
- general tankovskih enot (1. junij 1942)
- generalpolkovnik (20. maj 1944)

## Odlikovanja
- viteški križ železnega križa (418.; 13. september 1941)
- viteški križ železnega križa s hrastovimi listi (55.; 31. december 1941)
- viteški križ železnega križa s hrastovimi listi in meči (36.; 15. september 1943)
- nemški križ v zlatu (19. februar 1943)
- 1914 železni križec I. razreda
- 1914 železni križec II. razreda
- Verwundetenabzeichen, 1918 in Schwarz
- Ehrenkreuz für Frontkämpfer
- Wehrmacht-Dienstauszeichnung IV. bis I. Klasse
- Medaille zur Erinnerung an den 13.03.1938
- Medaille zur Erinnerung an den 01.10.1938 mit Spange »Prager Burg«
- Spange zum EK I
- Spange zum EK II
- Panzerkampfabzeichen in Silber
- Medaille »Winterschlacht im Osten 1941/1942«
- Grossoffizierkreuz des Kgl. Rumän. Ordens der Krone mit Schwertern
- Wehrmachtbericht: 01.01.1944